# 吉维尼
吉维尼（法語：Giverny）是法国厄尔省的一个市镇，属于莱桑德利区和韦尔农县（Vernon）。该市镇总面积6.46平方公里，2009年时的人口为500人。
这个小镇因拥有克洛德·莫內的故居及唯美的莫內花園而享誉全球。

## 地理位置
吉维尼位于距维农五公里处的塞纳河与埃普特河的交汇口。这里也是维新诺曼底的门户所在。

## 历史

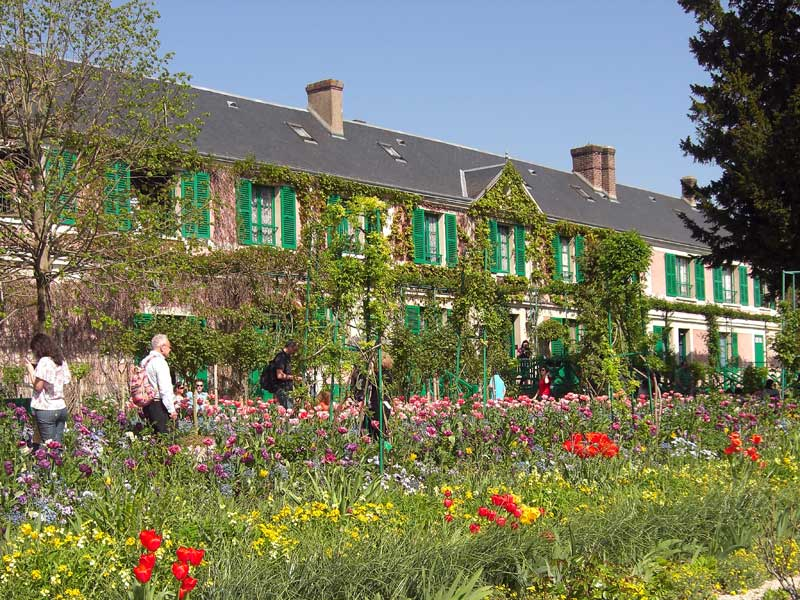
莫內故居

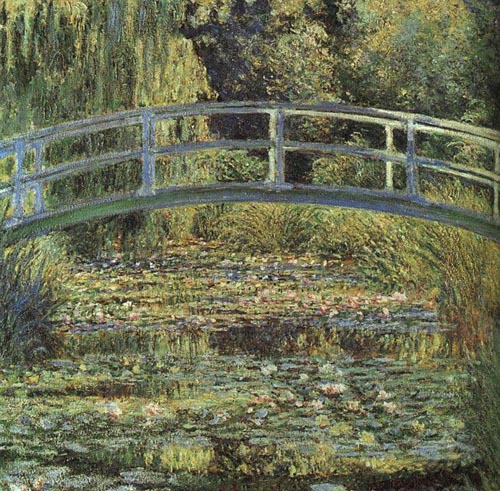
莫內《睡莲池》

这个小镇是在墨洛溫王朝和拉黛贡德（Sainte Radegonde）所在教会的共同赞助下建立的。公元863年，国王查尔斯二世作为圣但尼勒费尔芒修道院的一名僧侣，曾经拥有过吉维尼小镇。
11世纪时，吉维尼这片封地及其教会归在了位于鲁昂的圣旺修道院名下。在中世纪，曾先后有几位领主继承了这片领地，但它始终属于圣旺。在法国革命期间，洛里耶（Lorier）家族成为了吉维尼的领主。而卢瑞耶先生本人也在1791年成为本地的第一任市长。
1883年克洛德·莫內开始定居在这里。起初他只是租了一栋别墅；1890年，他将其买了下来。他对别墅进行了改造，并将屋旁的一片果园完全改建成为一座异常漂亮的花園。1893年，在阿普特河畔，百合谷旁，他创作了传世名作《睡莲》系列。1926年12月5日，莫內去世，并被安葬于毗邻的教堂墓地。在莫內生活的时代，不断有一些艺术家，尤其是来自美国的艺术家，定居在这个美丽的小镇。有的还成为莫內的朋友。
- 1992年，美国特拉艺术基金会（Terra Foundation for American Art）在这里成立了美国艺术博物馆。
- 1996年，美国总统夫人希拉蕊·柯林頓到访。
- 2001年，重新装修过莫內故居及莫內花園的房主 — 拉尔德·范德·肯普去世。他被埋葬于离莫內墓地不远的地方。
- 2007年，日本天皇到访。
- 2009年，美国艺术博物馆改名为吉维尼印象画派艺术博物馆。

## 人口
吉维尼人口变化图示

## 小镇名人
- 莱尼·埃斯库德罗（Leni Escudero，生于1392年11月5日）, 歌唱家, 曾在此居住.
- 勒内·马耶尔 (René Mayer，1895-1972), 前总统，前部长，作家，小镇镇长，曾居住在小镇的法莱斯村。
- 克洛德·莫內, 印象画派代表画家, 1926年5月26日卒于此。
- 让-马里·图尔古阿（Jean-Marie Toulgouat，1927年9月15日生于此，2006年1月10日卒于此）,画家。
- 日尔曼·德拉维涅（Germain Delavigne，1790-1868）, 剧作家, 1790年二月生于吉维尼。

## 主要景点
- 莫內故居及莫內花園（网址：http://www.fondation-monet.fr/uk/）%5B%5D
- 吉维尼印象画派艺术博物馆（网址：http://www.museedesimpressionnismesgiverny.com/spip.php?rubrique2）